# Araneus mortoni
Araneus mortoni este o specie de păianjeni din genul Araneus, familia Araneidae. A fost descrisă pentru prima dată de Urquhart, 1891.
Este endemică în Tasmania. Conform Catalogue of Life specia Araneus mortoni nu are subspecii cunoscute.